# لمعة الاعتقاد
لمعة الاعتقاد الهادي إلى سبيل الرشاد هو كتاب من كتب العقيدة، ألفه الحافظ ابن قدامة (541 هـ - 620 هـ)، يعتبر الكتاب رسالة جمع فيها المؤلف معتقد أهل السنة والجماعة في إثباته لصفات الله عز وجل كما جاءت في القرآن أو على لسان النبي بدون تحريف أو تأويل أو تعطيل أو تمثيل، كما أن الرسالة احتوت على الإيمان بالقضاء والقدر، والرد على من أنكر القدر، واحتوت أيضا على مسائل الإيمان، واليوم الآخر، والمعتقد في أصحاب رسول الله.
وقد قسم الحافظ ابن قدامة كتابه على سبعة أبواب:
1. كلام الله.
2. القرآن كلام الله.
3. رؤية المؤمنين لربهم يوم القيامة.
4. القضاء والقدر.
5. الإيمان قول وعمل.
6. الإيمان بكل ما أخبر به الرسول.
7. محمد خاتم النبيين.